# Кама (Граубюнден)
Кама (нем. Cama GR) — коммуна в Швейцарии, в кантоне Граубюнден. 
Входит в состав округа Моэза. Население коммуны составляет 562 человека (на 31 декабря 2013 года). Официальный код  —  3831.
Для большинства жителей коммуны итальянский язык является родным.